# 1+1 (bài hát)
"1+1" là một bài hát được trình bày bởi nghệ sĩ thu âm người Mỹ Beyoncé Knowles. Bài hát được phát hành bởi hãng thu Columbia Records vào ngày 25 tháng 5 năm 2011 và trở thành đĩa đơn quảng bá cho album thứ tư của cô mang tên 4. "1+1" được viết bởi Knowles, Terius Nash, Christopher Stewart, Corey Jackson Carter, và sản xuất bởi The-Dream. Ca khúc trước đó đã được The-Dream chọn nằm trong album Love vs. Money (2009) của anh với tên "Nothing But Love", nhưng sau đó ca khúc đã thuộc về tay của Knowles.
"1+1" là một ca khúc ballad mạnh mẽ kết hợp giai điệu R&B và soul, kể về tình yêu vô hạn mà cô sẽ trao cho người mình yêu và về sức mạnh của tình yêu. Tên ca khúc được dựa trên câu hát: "I don’t know much about algebra, but I know that one plus one equals two". ("Em không biết nhiều về toán học, nhưng em biết rằng một công một bằng hai"). "1+1" nhận được khá nhiều phản hồi tích cực từ các nhà phê bình âm nhạc và cho rằng nội dung ca khúc tương tự như đĩa đơn năm 2009 của cô Halo". Ca khúc đồng thời còn sử dụng nhạc nền nhẹ nhàng để có thể nâng giọng của Knowles mạnh mẽ hơn để có thể hòa với nội dung của bài hát. "1+1" nằm trong bảng Canadian Hot 100 với vị trí 82 và bảng xếp hạng của tạp chí âm nhạc Mĩ Billboard Hot 100 với vị trí 57.

## Thông tin ngoài lề
"1+1" được viết bởi Knowles, The-Dream, Christopher Stewart, Corey Jackson Carter, và được sản xuất bởi The-Dream, người đã lên kế hoạch ca khúc này sẽ nằm trong album phòng thu thứ hai của anh Love vs. Money (2009). Ca khúc được định trước đó tên là "Nothing But Love" và bản thu thử của ca khúc của The-Dream đã bị rò rỉ lên mạng. Phiên bản của anh khá tương tự như bản của Knowles, nhưng nhạc nền thì hơi mạnh mẽ và kèm theo giọng bè. "1+1" đã được Knowles lấy bản thu thử của The-Dream, làm "mềm" phần nhạc nền hơn và hòa âm để trở thành một ca khúc xúc động.
Phiên bản của Beyoncé sau đó được phát hành vào ngày 25 tháng 5 năm 2011 trên cửa hàng của iTunes và là đĩa đơn quảng bá trích từ album phòng thu thứ tư của cô mang tên 4, là đĩa đơn thứ hai phát hành sau ca khúc "Run the World (Girls)" trước đó. Khách hàng khi đặt hàng trước album 4 sẽ được cửa hàng của iTunes ưu đãi tặng ca khúc này miễn phí vào ngày 25 tháng Năm. "1+1" đã không được phát sóng trên các đài phát thanh như hai đĩa đơn trước của cô trong album 4, là "Run the World (Girls)" và "Best Thing I Never Had".

## Thực hiện
"1+1" là một bản ballad mạnh mẽ, kết hợp giữa hai thể loại là R&B và soul. Ca khúc còn có thêm phần nhạc nền "nhẹ nhàng, gần như ít có thể nghe thấy", được thực hiện bởi hai dụng cụ là guitar và piano. Nhạc nền này giúp nâng giọng của Knowles mạnh hơn để có thể gây xúc động người nghe, tương tự Whitney Houston theo một bài viết của Amos Barshad cho tạp chí New York Magazine. Theo EMI Music Publishing, "1+1" được thực hiện theo nhịp 8/12, có tiết tấu nhẹ nhàng và gồm 50 nhịp một phút. Ca khúc đồng thời được viết theo cung thể trưởng G♭ thứ, giọng của Knowles từ G♭2 đến C♭6. "1+1" chủ yếu thể hiện qua cách hát xúc động của Knowles, khi phát biểu về cách hát của mình trong ca khúc, cô đã nói với tạp chí Billboard rằng cô mong muốn dùng cách hát này nhiều hơn nữa trong album thứ tư 4 của mình: "Tôi dùng rất nhiều sức mạnh trong giọng hát của tôi khi mọi người nghe tôi hát trong những buổi trình diễn, nhưng điều đó không cần thiết trong các bản nhạc tôi thu." Erika Brooks Adickman của Idolator cho rằng ca khúc tương tự như "If I Ain't Got You" của Alicia Keys (2004) và "Three Is a Magic Number" của Schoolhouse Rock! (1996), nhận xét thêm rằng giọng của Knowles khá tương tự trong bài hát trước của cô là "Halo" (2009). Mặt khác, Gabi Gregg từ MTV TJ cho rằng ca khúc này "gợi nhớ" ta đến kỉ nguyên của album Dangerously in Love. Theo thông tin từ The Huffington Post, "1+1" khá tương phản với "Run the World" khi "thay thế một trận chiến phái nữ [của 'Run The World'] với một tình yêu chân thành của một cô gái."
Tựa của ca khúc dựa trên lời của bài hát là, "I don’t know much about algebra, but I know that one plus one equals two". ("Em không biết nhiều về toán học, nhưng em biết rằng một công một bằng hai"). Qua ca khúc này, ta có thể thấy Knowles đang hát cho người yêu của cô, và "giải thích rằng đó là điều duy nhất cô chắc chắn là cảm giác của cô dành cho người đàn ông này". Contessa Gayles của AOL Music viết "'1+1' kể về mong muốn thèm khát tình yêu của một cô gái". Nhờ cách hát thở mạnh, giọng hát khoái cảm, Knowles đã cầu xin người tình của mình khi hát: "Make love to me when the world's at war" ("Hãy yêu em khi thế giới đang chiến tranh") trong phần trước điệp khúc và điệp khúc của bài hát. Ý này còn được xây dựng mạnh hơn trong lời hai khi Knowles hát: "Hey! I don't know much about guns but I [...] I've been shot by you / Hey! And I don't know when I'm gonna die, but I hope that I'm gonna die by you / Hey! And I don't know much about fighting, but I, I know I will fight for you / Hey! Just when I ball up my fist, I realize that I'm laying right next to you." ("Này! Em không biết nhiều về đạn nhưng em [...] Em đã bị anh bắn / Này! Và em cũng không biết khi nào em mất, nhưng em mong muốn rằng em sẽ chết bởi anh / Này! Em cũng không biết nhiều về chiến đấu, nhưng em, em biết chiến đấu vì anh / Này! Khi em đang nắm tay anh, em mới nhận ra mình đang nằm cạnh bên anh")

## Đánh giá chuyên môn
"1+1" nhận được hầu hết những đánh giá tích cực từ các nhà phê bình âm nhạc nhờ vào nhạc nền nhẹ nhàng giúp nâng giọng của Knowles khỏe hơn. Nadine Cheung của AOL Radio đánh giá cao về nhạc nền khóa thấp nhằm giúp giọng của Beyoncé sáng hơn, và Contessa Gayles của AOL Music gọi bài hát "là bản ballad nhức nhói, rên rĩ theo cách tốt nhất có thể". Brandon Soderberg từ Pitchfork Media viết: "[...] cô ấy đã thật sự tìm tòi một điều mới và đã thực hiện ca khúc rất tốt, đoạn guitar dâng cao thật phù hợp, rất tinh tế. Vào thời điểm ấy, bài hát trở thành một bài hát nhạc pop vượt thời gian với giai điệu cổ điển riêng của mình."  Trao tặng bài hát bốn sao, Amy Sciarretto của PopCrush khen ngợi phần nhạc nền và cho rằng giọng của Knowles "đẹp nhất khi hòa quyện với tiếng đàn piano." Sciarretto còn so sánh ca khúc với đĩa đơn đầu tiên của I Am... Sasha Fierce là "If I Were A Boy" khi cho rằng "dù ca khúc không có giai điệu nhưng Beyoncé vẫn nổi bật và vẫn mang không khí xúc động." Michael Cragg của The Guardian gọi ca khúc là một bản "ballad tình cảm" và khen ngợi giọng hát của Knowles. Rap-Up cho rằng "Nếu bạn không thích 'Run the World (Girls)', đây chính là ca khúc dành cho bạn." Amos Barshad của New York mô tả ca khúc là "một bản ballad tình cảm sâu sắc" và cho rằng ca khúc gợi nhớ về "một Whitney Houston với giọng hát cổ điển".
Chris Coplan từ trang web Consequence of Sound mô tả giọng hát của Knowles thật "vĩ đại" và thích thú với việc chuyển đổi nhịp điệu ở giữa các đoạn trong ca khúc, anh cho rằng Knowles thường "[trở lại] với những giai điệu tuyệt vời, giọng của cô thay đổi thật linh hoạt chỉ nhờ những giai điệu của chiếc đàn piano." Erika Brooks của Idolator thì lại cho ca khúc một đánh giá khá "lẫn lộn", cho rằng ca khúc là một "bản ballad nhức nhói, rối rắm". Nhưng sau đó, cô lại cho rằng ca khúc này đã "trưởng thành hơn" "Run the World (Girls)" và nói thêm "bài hát có quan hệ đến toàn học này gợi ta nhớ đến '2 Become 1' của Spice Girls". Leah Collins của Dose ở Canada gọi ca khúc là "bản ballad-soul phô trương", cho rằng "1+1" chỉ là "cảm giác yêu-khi-không-chiến-tranh". Barshad còn nói thêm rằng "Người ngoài chắc chắn sẽ hiểu cho bạn khi bạn cố làm bộ là số '1' còn Beyoncé là số '1' kia." Một bài viết từ The Huffington Post cho rằng ca khúc có nội dung phản lại "Run the World (Girls)" và "1+1" là một trong những điều chứng tỏ "Knowles không quên lời hứa tìm tòi những thể loại mới cho album 4 của mình." Nick Neyland của Prefix Magazine viết rằng "['1+1'] là ca khúc có thể "khoe" giọng hát mạnh mẽ của cô và đây chắc chắn là một trong những ca khúc nổi bật nhất album." Jocelyn Vena của MTV News viết: "Beyoncé có lẽ không biết về toán học, nhưng cô rất tài giỏi trong công thức tạo nên một bản ballad tuyệt vời."
Matthew Perpetua của Rolling Stone viết rằng "album mở đầu bằng một bản ballad mềm mại, làm ta nhớ đến ca khúc "Wonderful World" của Sam Cooke và "Purple Rain" của Prince nhưng với một cách hoàn toàn khác [...] ca khúc có âm thanh tuyệt vời nhất trong album, khi tiếng nhạc chậm lại thì tiếng đàn guitar lại lớn lên, rất phù hợp cho một ca khúc về tình yêu và sự tan vỡ của con tim." Wesley Case của The Baltimore Sun khen ngợi nội dung của ca khúc và chọn ca khúc nằm trong Năm Ca khúc Vĩ đại nhất của số báo 8 tháng 6 năm 2011, anh viết:
Khi Beyonce phát hành ca khúc lãng mạn này trên 'American Idol', tôi đã dành toàn bộ mọi sự chú ý đến cô. (Nhưng tôi nghĩ khoảnh khắc ấy đã bị người chiến thắng Scotty McCreery phá hoại.) Sáng hôm sau khi tôi nghe phiên bản đầy đủ, trái tim tôi đã tan vỡ, tôi đã khóc. Đó mang phong cách rất The-Dream, một nhà sản xuất tài năng. Tôi rất chú tâm vào phần lời nhạc ('make love to me / when my days look low, pull me in close / and don’t let me go / make love to me') (Tạm dịch: 'hãy yêu em đi / những ngày buồn bã, anh hãy kéo em / và đừng rời xa em / hãy yêu em đi'). Nhưng tôi chủ yếu khá để ý đến giọng hát của Beyonce, cô đã làm ca khúc trở thành một bản ballad cổ điển thành công. Cô ấy đã mang đến những dẫn chứng vô cùng xúc động về tình yêu trong bài hát - sự tổn thương, sự xứng đáng, một cảm giác lo sợ và sự tin tưởng người mình yêu. Ca khúc kết thúc với tiếng nhạc nhỏ dần như một phép ẩn dụ và nó thật tuyệt vời.— Wesley Case, 

## Vị trí xếp hạng
"1+1" xuất hiện trên bảng xếp hạng Billboard Hot 100 tại vị trí 57 vào ngày 11 tháng 6 năm 2011 với 57,000 bản điện tử được bán, và sau đó xuất hiện tại vị trí thứ 33 trên bảng xếp hạng Hot Digital Songs. "1+1" sau đó xuất hiện trong bảng xếp hạng Canadian Hot 100 tại vị trí 82 vào ngày 11 tháng 6 năm 2011.

## Trình diễn trực tiếp
Knowles đã trình diễn phiên bản piano của "1+1" tại vòng chung kết mùa 10 cuộc thi American Idol vào 25 tháng 5 năm 2011. Cô mặc một chiếc váy màu tím, hát ca khúc trong sương khói và ánh đèn đỏ và nói "Đây là ca khúc yêu thích của tôi". Gần khúc cuối ca khúc, cô quỳ xuống sân khấu và bắt tay các khán giả dưới sân khấu Một phóng viên của The Huffington Post đã gọi tiết mục "tuyệt hảo" và "các cảm xúc liên tục thay đổi", khen ngợi cách hát của Knowles "thử thách mọi người trong khán đài và mang đến cho sân khấu một không khí mới đầy xúc động." Becky Bain của Idolator viết: "Beyoncé, bạn chính là Thần tượng Âm nhạc Mỹ (Xin lỗi, Scotty.) [Knowles] đã giành lấy sự chú ý của toàn bộ chương trình. Cô ấy thật tuyệt vời. Nếu ta cảm thấy hào hứng khi ta nghe bài hát đầu tiên (khoảng nửa tiếng trước khi chương trình bắt đầu), tiết mục này của cô đã làm chúng ta mờ mắt." Jolie du Pre của Yahoo! News nhận xét: "Chung kết chương trình American Idol gồm rất nhiều màn trình diễn của các ngôi sao như Lady Gaga, Carrie Underwood, Beyoncé và nhiều hơn nữa. Nhưng ai gây được ấn tượng nhất? "Sasha Fierce" đã nhận được vinh dự đó. [...] cô để lại ấn tượng thật khó quên trên sân khấu với bản ballad '1+1' [...] màn trình diễn đã cho chúng thấy một siêu sao đã tạo dựng lên ca khúc, nhưng theo nhiều cách khác nhau. Cô ấy có thể là một trong những người giàu có nhất và là ca sĩ thành công nhất thời đại, cô đồng thời còn tự tin với làn da nâu của mình [...] Nhưng ta vẫn có thể kết nối với ca khúc khi ta kết nối với người nghệ sĩ trình diễn ca khúc ấy. Beyoncé đã truyền cảm hứng cho chúng ta và cô là một cô gái tài năng. Cô là một ngôi sao sẽ tiếp tục mãi sáng."

## Danh sách ca khúc
- Tải kĩ thuật số

1. "1+1" – 4:32

## Những người thực hiện
| - Beyoncé Knowles – Giọng chính, sản xuất, nhạc sĩ - Lee Blaske – piano - Val Brathwaite – trợ lý hòa âm - Steven Dennis – trợ lý kỹ thuật - Mark Gray – trợ lý âm thanh - Nikki Gallespi – trống - Tony Maserati – hòa âm | - Terius "The-Dream" Nash – sản xuất, nhạc sĩ - Jason Sherwood – trợ lý kỹ thuật - Christopher "Tricky" Stewart – sản xuất, nhạc sĩ - Brian "B- LUV" Thomas – thu âm - Pat Thrall – thu âm - Pete Wolford – trợ lý kỹ thuật, guitar - Jordan "DJ Swivel" Young – thu âm giọng hát Nguồn: |

## Xếp hạng
| Bảng xếp hạng (2011) | Vị trí |
| -------------------- | ------ |
| Canadian Hot 100     | 82     |
| US Billboard Hot 100 | 57     |